# Phlugidia usambarica
Phlugidia usambarica är en insektsart som beskrevs av Hemp, C. 2002. Phlugidia usambarica ingår i släktet Phlugidia och familjen vårtbitare. Inga underarter finns listade i Catalogue of Life.